# Coccodiplosis theobromae
Coccodiplosis theobromae är en tvåvingeart som beskrevs av Harris 1968. Coccodiplosis theobromae ingår i släktet Coccodiplosis och familjen gallmyggor.
Artens utbredningsområde är Ghana. Inga underarter finns listade i Catalogue of Life.